# Karl von Möller
Karl von Möller (n. 11 octombrie 1886, Viena – d. 21 februarie 1943, Jimbolia) a fost un ofițer, jurnalist, scriitor de limba germană și politician din Banat. A fost căsătorit cu Margaret Jung, cu care a avut doi copii: Karl-Heinz (1928) și Erich (1932).
De tânăr a ales cariera militară. După absolvirea școlii de cadeți și a Academiei Militare din Viena, a fost numit ofițer de stat major, funcție îndeplinită în mai multe garnizoane. În 1913 a fost mutat la Divizia 34 de Infanterie, staționată la Timișoara, cu care, din 1914, a participat la campaniile din Serbia și Galiția. Apoi, a fost mutat la Cartierul general din Viena. În 1916, când avea gradul de locotenent-colonel, a fost numit la comanda Regimentului 65 Infanterie maghiar, cu care a luptat pe frontul de răsărit, fiind înaintat la gradul de colonel. La sfârșitul războiului, a înăbușit revoltele republicanilor din Ungaria de Sus, după care a fost trecut în rezervă de guvernul Károlyi.
Deoarece se simțea legat de Banat, după Unirea Transilvaniei cu România, Karl von Möller a decis să rămână la Timișoara, unde s-a alăturat mișcării populare Mișcarea Germanității Bănățene (Bewegung des Banater Deutschtums) pe care a sprijinit-o în lupta sa de autoafirmare. A început să practice jurnalismul, s-a angajat în domeniul cultural și a început să ducă o activitate politică activă. Timp de mai mulți ani a fost redactor șef al publicației Schwäbische Volkspresse (transformată în 1925 în Banater Deutsche Zeitung), devenită porta-vocea organizației Comunitatea etnică germană-șvăbească (Deutsch-Schwäbische Volksgemeinschaft), înființată în 1921. În septembrie 1923, Mișcarea Germanității Bănățene a organizat la Timișoara o serie de activități grandioase, pentru a sărbători 200 de ani de la imigrarea șvabilor, la care Karl von Möller a participat activ.
În toamna anului 1919 a fost pentru scurtă vreme viceprimar al Timișoarei, după care a fost ales de 4 ori în Parlamentul României, în care a activat în perioada 1919-1927. La dezbaterea în Parlament a proiectului de Constituție, la 12 martie 1923, deputatul Karl von Möller, în calitate de reprezentant al șvabilor din Banat, a afirmat că vorbește în numele „poporului șvăbesc din Banat”, declarând loialitatea germanilor față de noua lor patrie, cerând însă ca noua Constituție să nu pericliteze existența minorităților din punct de vedere național, având obiecții la proiect, afirmând că acesta nu conține promisiunile făcute minorităților în Declarația de la Alba Iulia.
În mai 1920, șvabii moderați, în frunte cu Kaspar Muth, au format Partidul Șvăbesc al Autonomiei (Schwäbische Autonomie – Partei), la care au aderat și Karl von Möller, Iosif Gabriel, Peter Schiff din Partidul Național German – șvăbesc.
În 1927, Möller s-a retras din viața publică și s-a stabilit la Jimbolia, unde s-a căsătorit cu fiica unui țăran înstărit, șvab bănățean din localitate.
La începutul anului 1931, a redevenit activ, devenind redactor șef al „Ziarului Jimboliei” (Hatzfelder Zeitung) și președinte al Comunității etnice locale. Möller, care aderase la ideologia nazistă, a încercat să folosească cele două funcții ale sale pentru a o populariza și a pregăti populația banatului pentru adoptarea acesteia. Încercarea i-a fost zădărnicită, el pierzând ambele funcții până la sfârșitul anului 1931.
După 1930 și îndeosebi după 1933, mișcarea nazistă a luat un avânt puternic, ajungând să acapareze conducerea germanilor din România. Inițiatorul mișcării naziste în rândurile minorității germane a fost căpitanul în rezervă Fritz Fabritius. Începând din 1931, Fabritius a făcut eforturi pentru extinderea mișcării în Banat, găsind audiență la unele cercuri de nemulțumiți și la tinerii șvabi reveniți de la studii din Germania. La sfârșitul anului 1931, Karl von Möller a constituit o grupă a mișcării la Jimbolia și s-a proclamat conducător (Gauleiter) pentru Banat.
După ce Karl von Möller a devenit primul Gauleiter al Banatului, începând cu 1 iulie 1932 a editat la Timișoara gazeta antisemită Der Stürmer. Gazeta a fost o imitație a publicației Der Stürmer publicate de nazistul german Julius Streicher, care, după cel de al doilea război mondial, a fost acuzat, judecat și condamnat la moarte în primul proces de la Nürnberg, fiind găsit vinovat de crime împotriva umanității și executat prin spânzurare, în 1946.
Karl von Möller a condus și Institutiul cultural al germanilor din România (Kulturamt der Deutschen in Rumänien), înființat de Rudolf Brandsch, pentru protejarea bunurilor culturale ale germanilor din România.
În 1934, a luat conducerea Oficiului cultural a mișcării de reînnoire (Landeskulturamt der Erneuerungsbewegung) din Sibiu în fruntea căruia a stat timp de 5 ani, după care s-a retras definitiv din politică, s-a mutat din nou la Jimbolia, unde a locuit până la decesul său, la 21 februarie 1943.

## Scrieri
- Wie die schwäbischen Gemeinden entstanden sind, Timișoara, 1923
- Karl von Möller, Die Werschetzer Tat, Der Große Brockhaus, Leipzig, 1935.
- Die Werschertzer / Ein Roman von Bauern und Reitern, Verlag Franz Eher, Nachf. Berlin, 1938
- Reiter im Grenzland, Erzählung, 1939
- Der Aufklärer - Novelle, Wien/Leipzig, Wiener Verlag, 1939
- Grenzen wandern. Ein Banater Roman, Leipzig, Amalthea-Verlag, 1940.
- Im Schatten der Exzellenz, Novellen, 1940
- Deutsches Schicksal im Banat, 1940
- Das steinerne Schachbrett (Roman), Braunschweig, Berlin, Hamburg. Georg Westermann, 1941
- Frontbriefe deutscher Arbeitskameraden 1939 - 1940, Die Lothringerin NSDAP Verlag EA 1942
- Die Salpeterer, ein Freiheitskampf deutscher Bauern, 1942
- Der Savoyer (Ein Prinz Eugen Roman), München Verlag Franz Eber Nachf. GmbH, 1943.
- Spätsommer; Eine Geschichte aus Wien, Franz Eber, 1943
- Das Korsett der Marquise, 1944
- Die Lothringerin, Roman eines Frauenlebens zwischen zwei Nationen und zwei Zeitaltern, 1944

## Premii
- Premiul Kurt Faber (Kurt Faber-Preis), 1938 [12]

## Neconcordanțe
Data nașterii pentru Karl von Möller este dată diferit de diverse surse: 1867, 1876